# Pauridiantha longistipula
Pauridiantha longistipula är en måreväxtart som beskrevs av Ntore och Steven Dessein. Pauridiantha longistipula ingår i släktet Pauridiantha och familjen måreväxter. Inga underarter finns listade i Catalogue of Life.